# Buddha Air
Buddha Air (Nepali बुद्ध एयर Buddha Eyr) ist eine nepalesische Fluggesellschaft mit Sitz in Kathmandu und Basis auf dem Flughafen Kathmandu.

## Geschichte
Buddha Air wurde am 23. April 1996 gegründet. Der Flugbetrieb wurde am 11. Oktober 1997 mit einer Beechcraft 1900D zu fünf Zielen innerhalb Nepals aufgenommen. Es wird auch ein täglicher Rundflug zum Mount Everest angeboten. Seit August 2010 fliegt Buddha Air, als erste und einzige Fluggesellschaft neben Drukair, auch ins benachbarte Bhutan. Vorsitzender ist Surendra Bahadur Basnet, Geschäftsführer Birendra Bahadur Basnet.
Seit November 2013 steht die Gesellschaft zusammen mit allen anderen Airlines aus Nepal aufgrund von Sicherheitsbedenken auf der Liste der Betriebsuntersagungen für den Luftraum der Europäischen Union. Flüge nach Europa wurden jedoch bereits zuvor nicht angeboten.

## Flugziele
Buddha Air fliegt von Kathmandu zahlreiche Ziele innerhalb Nepals an. International werden Städte in Ostasien angeboten.

## Flotte

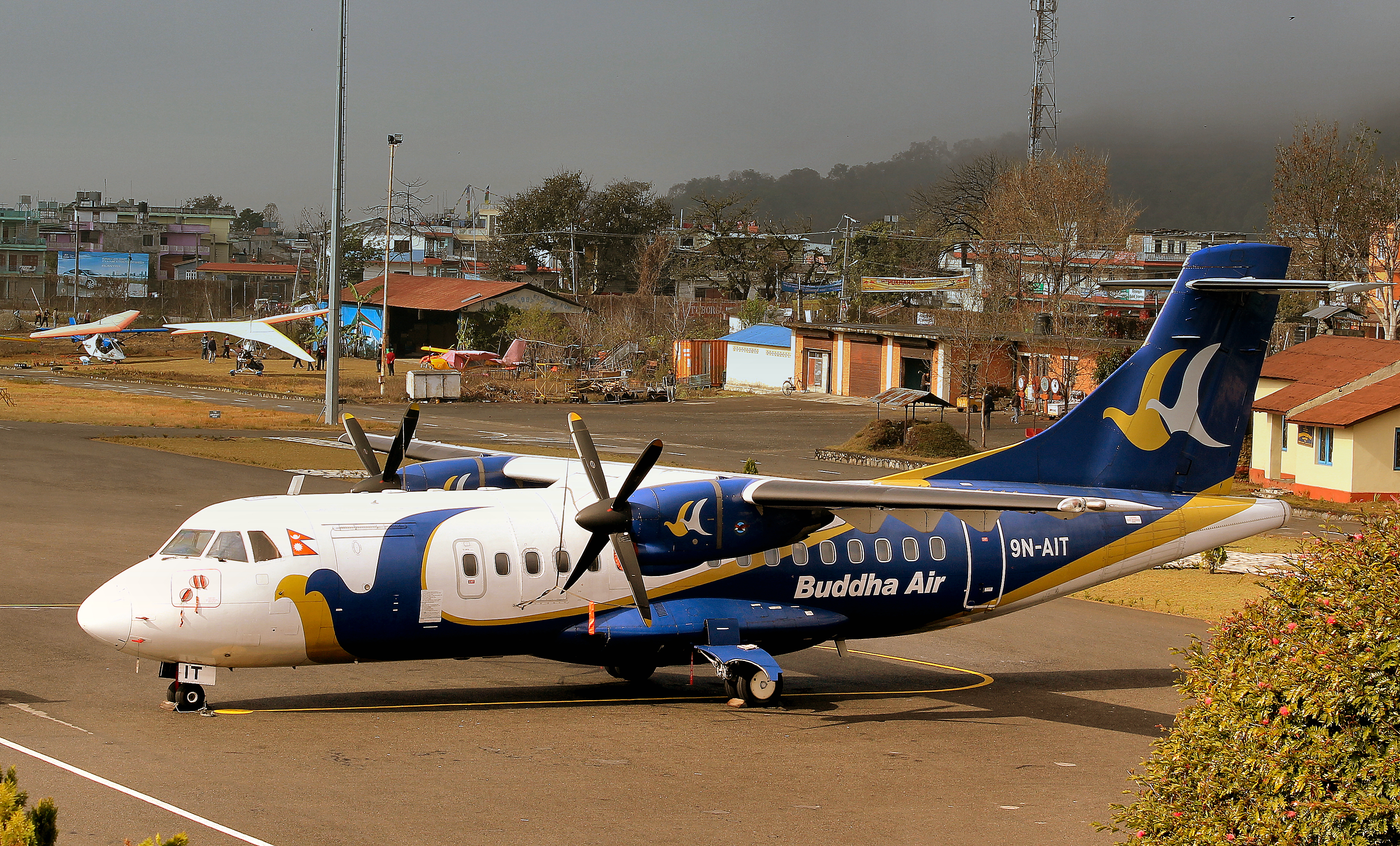
ATR 42-300 der Buddha Air

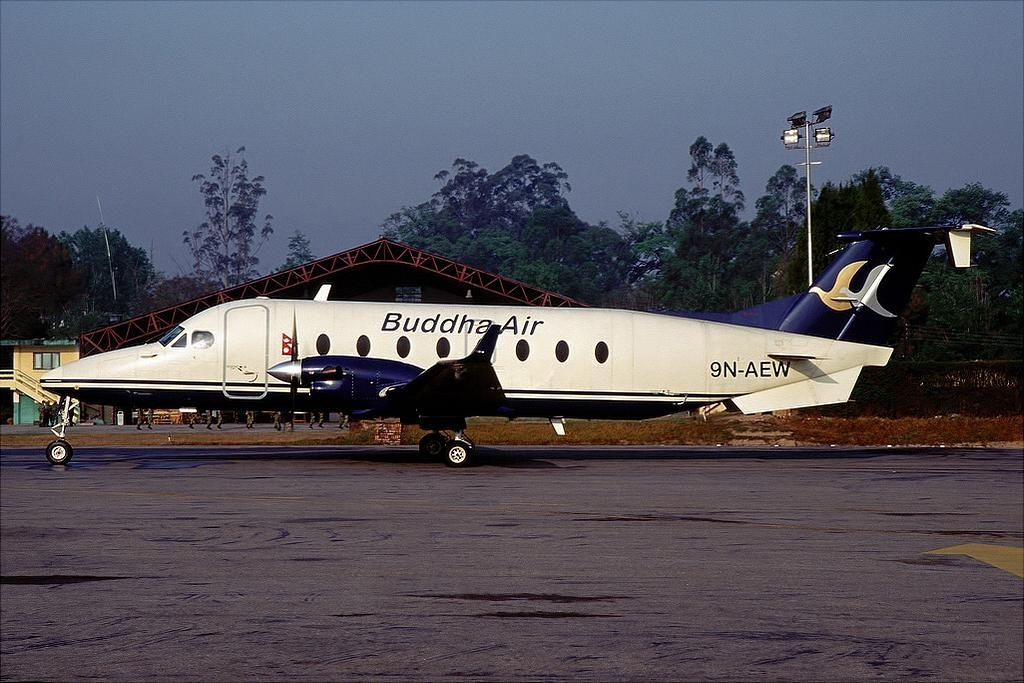
Beechcraft 1900D der Buddha Air

Mit Stand Mai 2022 besteht die Flotte der Buddha Air aus 16 Flugzeugen mit einem Durchschnittsalter von 19,4 Jahren:
| Flugzeugtyp      | aktiv | bestellt | Anmerkungen | Sitzplätze |
| ---------------- | ----- | -------- | ----------- | ---------- |
| ATR 42-300       | 03    |          |             | 47         |
| ATR 72-500       | 11    |          |             | 70 72      |
| Beechcraft 1900D | 02    |          |             | 19         |
| Gesamt           | 16    | -        |             |            |

## Zwischenfälle
- Am 25. September 2011 wurde nach einem Rundflug über dem Himalaya eine Beechcraft 1900D der Buddha Air (Kennzeichen 9N-AEK) kurz vor der Landung auf dem Flughafen Kathmandu gegen einen Hügel geflogen. Zur Zeit des Absturzes herrschten niedrige Wolken. Alle 16 Passagiere und 3 Besatzungsmitglieder kamen dabei ums Leben.[5][6]